# Tiermes
Tiermes fue una ciudad celtíbera emplazada en los límites de la cabecera del valle del Duero en la meseta superior y el valle del Tajo, a más de 1200 metros de altitud. Fue un oppidum celtibérico y luego municipium romano (cuyo nombre era Termes, y el gentilicio de sus habitantes, termestinos). Fue aliada de Numancia durante las guerras celtibéricas. 
Actualmente se enclava en el término municipal de Montejo de Tiermes, provincia de Soria, comunidad autónoma de Castilla y León (España), en el límite con las provincias de Segovia y Guadalajara.
El yacimiento de Tiermes se integra en el proyecto Territorio Iberkeltia.

## Origen de su nombre
La denominación Termancia, empleada ocasionalmente por los eruditos a finales del siglo XIX y primera mitad del siglo XX, es un término toponímico bastante moderno, usado por homofonía con Numancia. La denominación antigua era Termes o Tarmes, cuyo significado indoeuropeo parece hacer referencia a su carácter montuoso y agreste, y posiblemente a la cercanía de un río. El término se convierte en Tiermes en la Edad Media por diptongación vocálica, común en español. 
Hubo anteriormente otras versiones para la etimología del lugar. Según una, el nombre Tiermes parece similar al de otra localidad, esta vez en la provincia de Madrid, con la ortografía Tielmes y el Tiermes soriano también se escribió Tielmes ocasionalmente por error; por ejemplo, en el mapa topográfico de 1960, hoja 405. También hay cerca del pantano de Yesa una localidad denominada Tiermas, en este caso por la existencia de aguas termales en su cercanía. 
Igualmente, en su día para algunos eruditos el origen del nombre Tiermes o Tielmes había que buscarlo en las cuevas que caracterizan ambas ciudades; para estos autores procede de la raíz indoeuropea term-, taladrar, una raíz que ha dado también las palabras termes y termitas, insectos que excavan galerías. 
Lo que sí está documentado es que una denominación ocasional que recibió la antigua Termes, según algunas fuentes literarias en época romana, fue Termesos, quizás por existir una ciudad homónima en Asia Menor. Según algunos trabajos, por ejemplo el de Martínez Caballero, Bescós y Aldecoa, en la Edad Media Tiermes fue denominada como Griza, lo que significa lugar con agujeros, y como tal aparece en el Cantar de mio Cid. Señalan igualmente que en el siglo XVIII Tiermes era llamada Las Cuevas por los lugareños, aunque nunca se perdió la memoria de que se trataba de la antigua Termes, cuyo nombre quedó en la propia iglesia de Santa María de Tiermes, o Termis en los documentos latinos.

## Resumen de su historia

### Primeros datos
Los primeros datos sobre población en la zona se pueden fechar en el Neolítico con hallazgos sueltos. Tiermes se comienza a ocupar en la Edad del Bronce en el poblado de Carratiermes, continúa en la I y II Edad del Hierro y el mundo celtibérico en la necrópolis de Carratiermes y el oppidum de Termes.

### Época celtibérica y romana

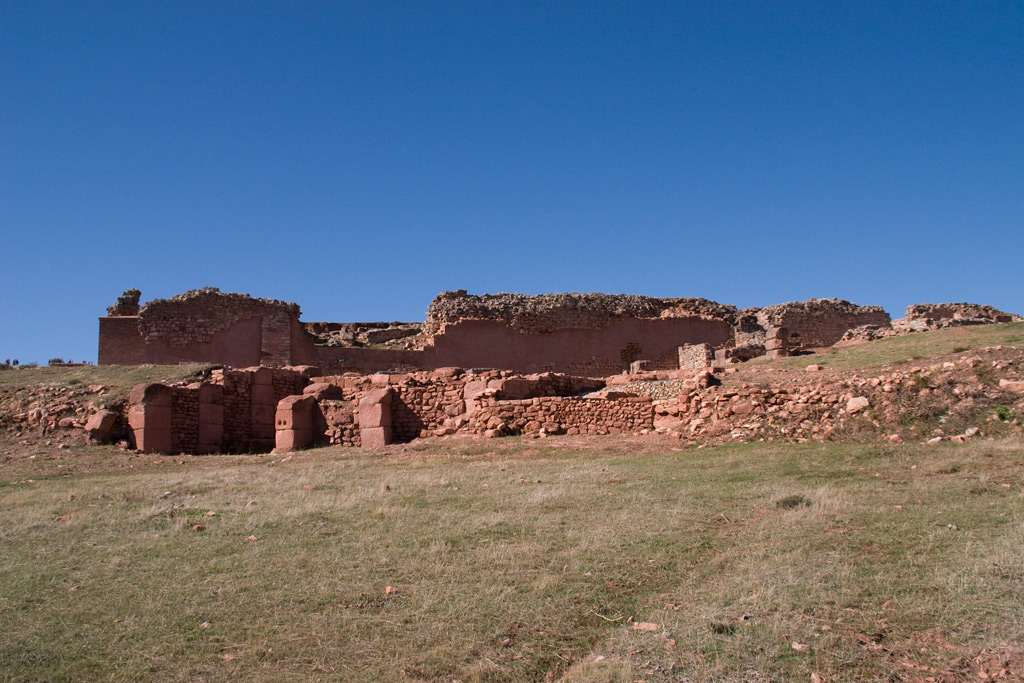
Foro de la época Flavia

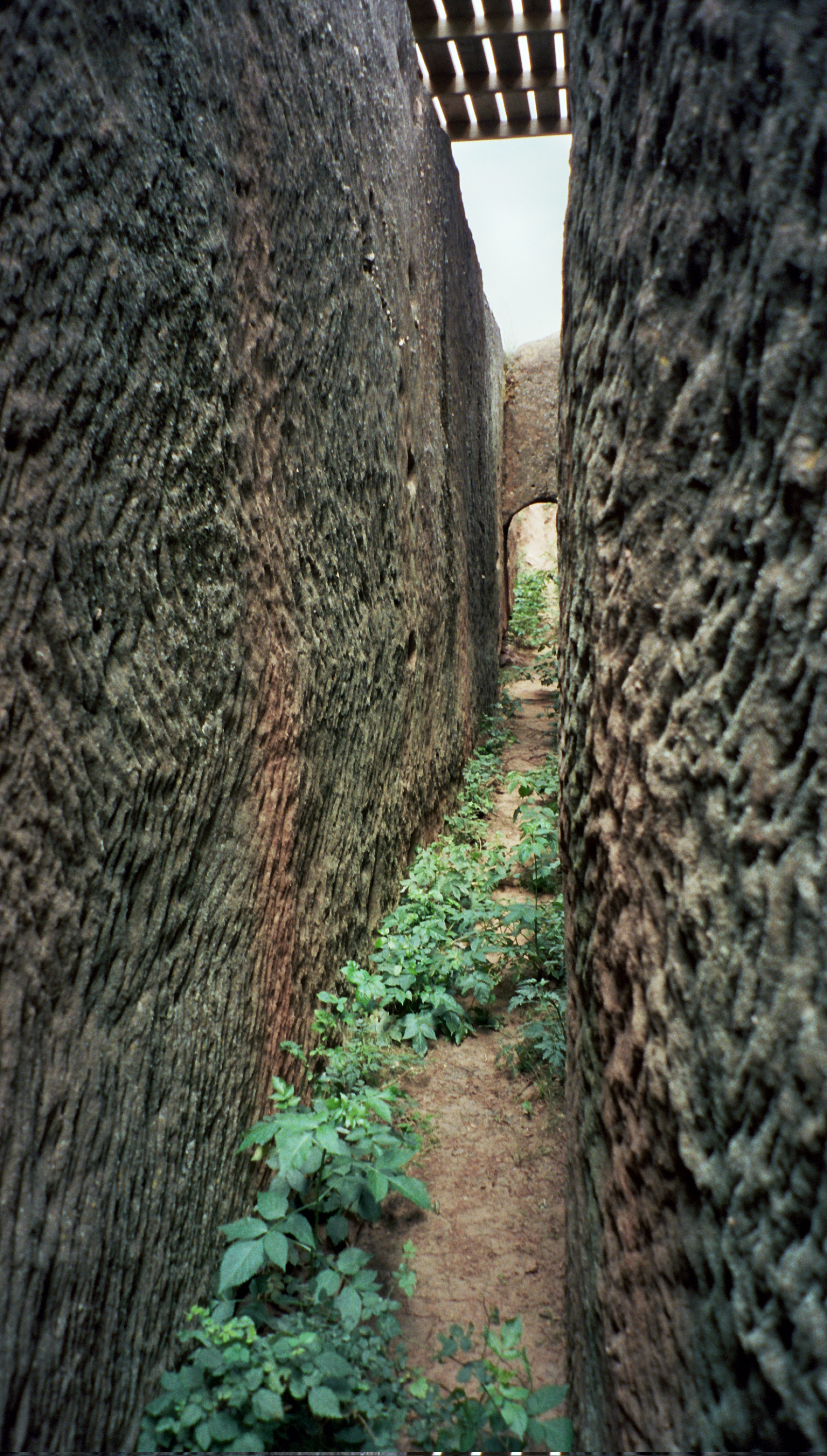
Acueducto excavado en la roca

En época romana Termes tenía la categoría de municipium, concedida posiblemente durante el reinado del emperador Tiberio, con grandes edificios públicos, dos foros, uno de época Julio-Claudia y otro de época Flavia, termas, un posible teatro, un acueducto y un desarrollo urbanístico adaptado a las características del emplazamiento de la ciudad sobre un farallón de arenisca rodeado de cortados, hoces fluviales y bosques. 
La riqueza de Tiermes en época celtibérica y romana procedió posiblemente de la ganadería ovina, existiendo indicios de una trashumancia anual de los rebaños termestinos entre la meseta norte y las tierras extremeñas, y del control de yacimientos de mineral de hierro y otros metales en su zona de influencia. El profesor Carlos Jordán, de la Universidad de Zaragoza, mediante investigaciones paleográficas y filológicas ha relacionado con Termes una ceca de época romana que acuñó moneda entre la segunda mitad del siglo II a. C. y principios del siguiente siglo.

### Época visigoda
La zona pervivió en época visigoda, en cuyo ámbito cronológico se ubican las tumbas visigodas del foro y restos decorativos de una posible basílica, hasta alcanzar el mundo medieval, entre cuyos restos destacan:
- La necrópolis rupestre del río (altomedieval).
- La necrópolis de tumbas de lajas de la ermita (bajomedieval).
- La iglesia románica de Santa María de Tiermes.
- El monasterio de Santa María de Tiermes, citado por las fuentes y hoy desaparecido.

En su área de influencia se podrían considerar los asentamientos segovianos de Santibáñez de Ayllón y Estebanvela (Ayllón) y la necrópolis de Castiltierra (Fresno de Cantespino).

### Época musulmana y Reconquista
Tiermes y su comarca son tierra fronteriza entre cristianos y musulmanes durante los siglos VIII, IX, X y XI, sufriendo grave abandono. Tras la reconquista cristiana, pese a un intento inicial de recuperación de la antigua ciudad, la población termestina, ya dispersa en pequeños núcleos y barrios, desaparece absorbida por otros núcleos vecinos (Pedro, Sotillos, Manzanares, Carrascosa, Valderromán, Jurdiel...), convirtiéndose Caracena, desde la Baja Edad Media, en la cabecera de la comarca Comunidad de Villa y Tierra de Caracena y sustituyendo a Tiermes en su papel de capital.

### Siglo XVI
En el siglo XVI, último momento en que se cita la existencia de habitantes y de una aldea en Tiermes, la iglesia de Santa María de Tiermes se convierte en ermita. 

### Actualidad
En la actualidad se mantiene como centro de devoción religioso del suroeste soriano, con dos romerías anuales que se celebran el primer sábado de junio (por acuerdo de la Cofradía de Santa María de Tiermes desde 2013) y el 12 de octubre de cada año.

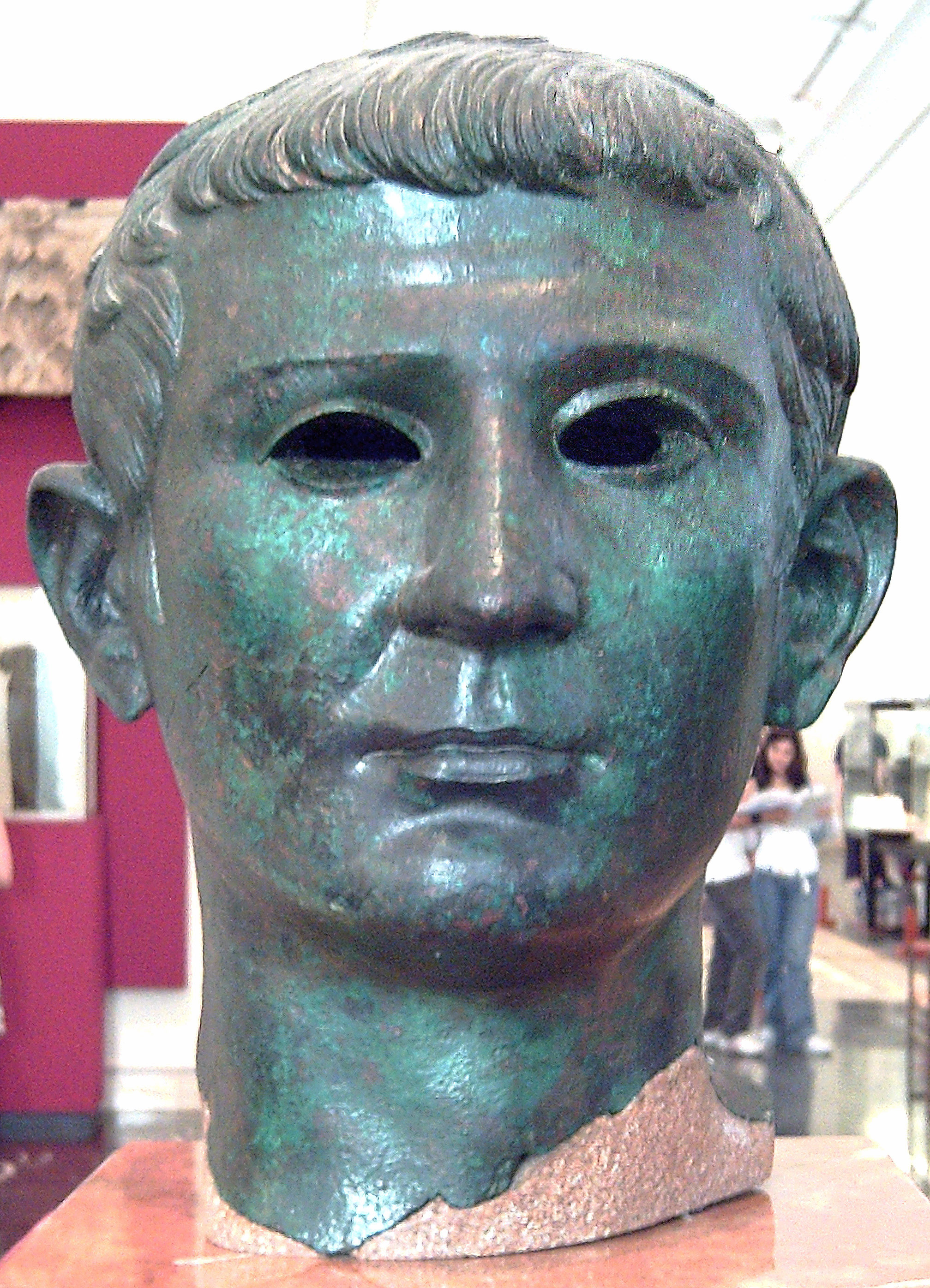
Cabeza del jinete de una estatua ecuestre en bronce de tamaño mayor que el natural, emplazada en el Foro de Tiermes, que representa posiblemente al emperador romano Tiberio.. Museo Arqueológico Nacional de España (Madrid).

## Historia de investigación

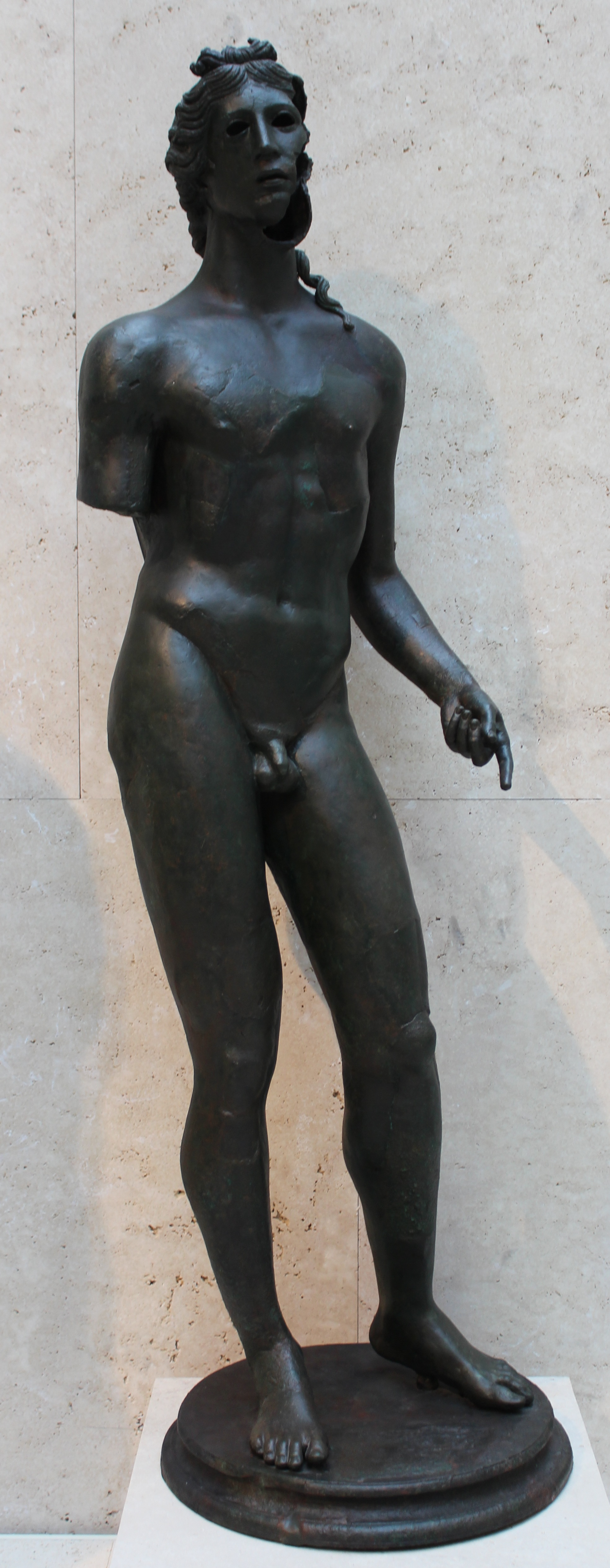
Apolo procedente de Tiermes, Museo Arqueológico Nacional de España.

En 2018, la prospección geofísica (estudios magnetométricos) permitió identificar nuevas zonas de vivienda dentro de las murallas de la ciudad, así como estructuras previamente desconocidas fuera de la supuesta extensión de la ciudad, concretamente en el extremo oeste y este de la colina. En el caso de las estructuras occidentales, se cree que son anteriores a la ciudad romana de Termantia/Termes, es decir, que forman parte del asentamiento de la Edad de Hierro en la colina. Las estructuras orientales no tienen cronología fija todavía y quizá formen parte de una extensión hasta ahora desconocida del asentamiento romano.

## Las rocas

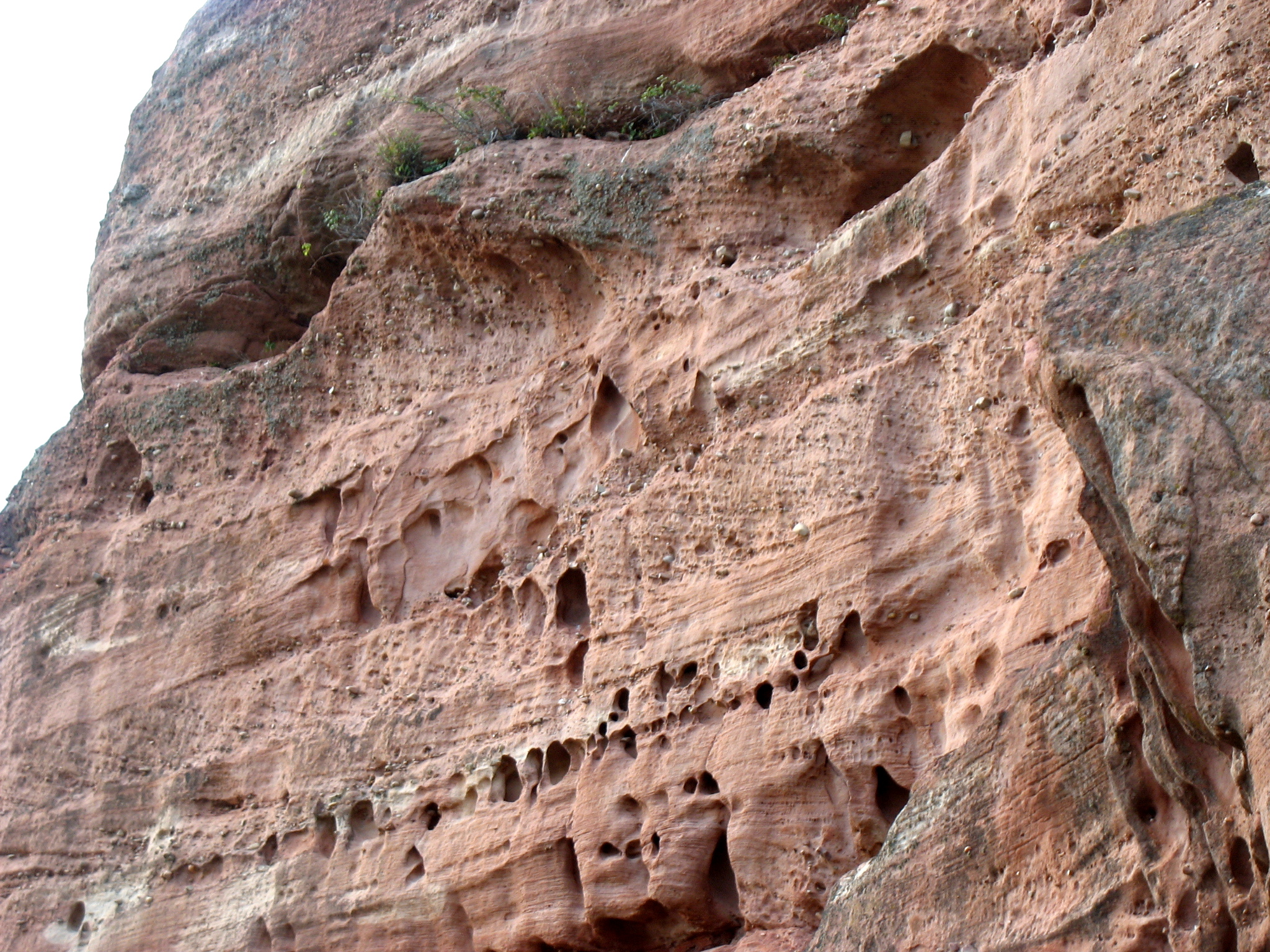
Detalle de areniscas y conglomerados del Buntsandstein (Triásico) en el yacimiento, mostrando estratificación cruzada y alteración superficial de tipo taffoni.

Las rocas sobre las que se asienta el yacimiento –y la mayor parte de las usadas para las obras de sillería– corresponden a areniscas y conglomerados rojizos en típicas facies del Buntsandstein (Triásico, de entre 251 y 201 millones de años).

### Guías de visita
- Argente Oliver, José Luis (1992). Tiermes. Guía del Yacimiento y Museo. Asociación de Amigos del Museo de Tiermes-AAMT-JCyL.

- Martínez Caballero, Santiago; Aldecoa Ruiz, Arturo (2009). Guía breve para visitar Tiermes. Asociación de Amigos del Museo de Tiermes-AAMT-JCyL.